# 皇家巴利亞多利德足球俱樂部
皇家巴利亚多利德足球俱樂部（Real Valladolid Club de Fútbol）是一家位於西班牙卡斯蒂利亞-萊昂首府巴利亞多利德的足球俱樂部，成立於1928年6月20日。球隊主場索里利亞球场（Estadio José Zorrilla）以西班牙詩人何塞·索里利亞－莫拉爾（José Zorrilla y Moral）命名，可容納26,500人。
巴利亞多利德於2006/07年西乙獲得冠軍，因此得以重返西甲聯賽。2009/10在西甲排第18位，降乙組。2011/12在西乙取得升班資格。2013/14在西甲排第18位，降回西乙。

## 球會榮譽
- 西班牙足球乙级联赛冠軍（3）：1947/48年、1958/59年、2006/07年；
- 西班牙國王盃亞軍（2）：1949/50年、1988/89年；
- 西班牙聯賽盃冠軍（1）：1983/84年；

- 西甲：37次參賽
- 歐洲賽事：3次參賽

## 著名球員
- 鲁本·巴拉哈（Rubén Baraja）
- 伊万·坎波（Iván Campo）
- 加夫列尔·海因策（Gabriel Heinze）
- 勒內·伊基塔（Jose Rene Higuita）

## 著名教練
- |  埃伦尼奥·赫雷拉（Helenio Herrera）
- 拉法埃尔·贝尼特斯（Rafael Benítez）

## 外部連結
- 巴利亞多利德官方網站（页面存档备份，存于）